# Breederivier
De Breederivier (ook Breërivier), voorheen ook Fleuve Large, stroomt door een van de bekendste wijnproducerende streken van Zuid-Afrika.
De rivier verkrijgt zijn naam op het punt waar de Dwarsrivier en de Witelsrivier samenkomen aan de westelijke voet van de Michellspas. Via de Dwarsrivier ontvang de Breederivier water van het Warm Bokkeveld, de streek rond Ceres. In de St. Sebastiaanbaai bij Kaap Infanta (westelijke oever) en Witsand en Port Beaufort (oostelijke oever) mondt de rivier in de Indische Oceaan uit. De monding is 900 meter breed. Aan de kust ten westen van de monding ligt het De Hoop-natuurreservaat.

## Geschiedenis
Op een Portugese kaart van vóór 1502 wordt de Breederivier aangeduid mer de naam Rio de Nazaret. Al in 1667 heeft sergeant Pieter Cruijthoff in deze omgeving verkenningswerk verricht. Negentig jaar later was er bij Swellendam  al een veer over de rivier. In het midden van de 19e eeuw ontwikkelde de Barry-familie het dorpje Port Beaufort tot rivierhaven. Hun bedrijf heeft een aantal jaren een bootverbinding tussen Kaapstad, Port Beaufort en de nederzetting Malgas, 48 km stroomop, onderhouden.

## Stroomgebied
De rivier is 325 km lang en heeft een stroomgebied van ongeveer 12.300 vierkante kilometer. Vanaf de Michellspas stroomt de rivier door de ruime Breëriviervallei tussen de Hexrivierbergen aan de noordkant en de Slanghoek- en Du Toitskloofbergen aan de Zuidkant. De rivier stroomt langs Worcester, Robertson, Bonnievale en Swellendam. Gemiddeld over zijn hele lengte heeft de rivier een verval van 10 m per km. Het stroomgebied kent een regenval wisselend van 190 cm in de bergen tot 38 cm in het dal. Overal langs de rivier en zijn vele zijtakken zijn er bevloeide landerijen aan te treffen.

## Zijrivieren
Er zijn verscheidene grotere en kleinere zijrivieren die de Breederivier van water voorzien. De wijnkelders in de streek dragen vaak de namen van deze rivieren waaruit hun wijngaarden bevloeid worden
- De Hexrivier ontwatert de oostelijke helling van de Hexrivierbergen en stroomt van De Doorns zuidwestwaarts om bij Worcester in de Breederivier uit te monden.
- De Holsloot en de Smalblaarrivier komen uit de Du Toitskloofbergen en Stettynsbergen, en stromen langs Rawsonville naar de Breede. De bovenloop van de Smalblaar is de Molenaarsrivier die langs de N1-rijksweg loopt aan de oostkant van de Hugenotentunnel. De Waterkloofrivier vormt de bovenloop van de Holsloot.
- De Hoeksrivier komt uit de Limietbergen en komt bij Aan de Doorns in de Breede uit.
- De Nuyrivier ontspringt in de Langebergen even ten oosten van Worcester.
- De Kogmanskloofrivier stroomt van de noordkant van de Langebergen voorbij Montagu en Ashton naar Bonnievale de Kleine Karoo uit. Bij Montagu sluiten twee riviere zich bij de Kogmanskloofrivier aan, namelijk de Pietersfonteinrivier uit het noordwesten en de Kingna (of Grootrivier) uit het oosten.
- De Konings- en de Keisersrivier lopen respectievelijk west en noord van McGregor. Zij stromen beide noordwaarts uit de  Riviersonderendbergen.
- De Riviersonderend watert de zuidhelling van de Riviersonderendbergen af. Zijn grootste zijtak is de Elandskloofrivier.
- De Buffeljagsrivier komt langs Suurbraak en sluit zich vanuit het oosten bij  Nationaal park Bontebok bij de Breederivier aan.
- De Slangrivier komt uit de richting van Heidelberg en komt vlak voor de monding in de Breederivier uit.
- De Romansrivier ligt net ten zuiden van Wolseley.
- De Waboomsrivier.

## Dammen en stuwmeren
In het hele Breederivierstelsel zijn een groot aantal reservoirs aangelegd. De grootste en bekendste daarvan zijn:
- Groter Brandvleidam tussen Worcester en Rawsonville. Kanalen van de Holsloot en Smalblaarrivier leiden naar de Brandvlei. Het landbougebied tussen Worcester en Robertson heeft grote behoefte aan water. Kanalen leiden het water uit de dam naar de boerderijen.
- In 1975 is de Kwaggaskloofdam in de Waboomsrivier gebouwd. Sinds 1989 maakt het stuwmeer deel uit van het meer van de vernieuwde Brandvleidam.
- De Stettynskloofdam ligt diep in de bergen bij Rawsonville. De Zwiegelaarsdam ligt in dezelfde rivier.
- De Theewaterskloofdam krijgt zijn water uit de Riviersondend, Du Toits-, Elands- en Waterkloofrivieren.
- De Elandskloofdam is gelegen in de Elandskloofrivier.
- De Moordkuildam (ook bekend als de Draaivlei) ligt in de Hoeksrivier, nabij Nuy.
- De Keeromdam ligt in de Nuyrivier.
- De Poortjieskloofdam ligt in de Kingna en de Pietersfonteindam in de Pietersfonteinrivier.
- De Buffeljagsdam is in de Buffeljagsrivier gelegen.
- Lakenvlei ligt ten noorden van de Hexrivierbergen, in de Sanddrifskloof en ten oosten van Ceres.
- Bij de hoeves die Goree genoemd worden,  westelijk van Robertson, is er een grote stuwdam in de Breederivier. 'n Paar kilometer stroomafwaarts bij het dorp is het Silwerstrand-vakantieoord.
- Ten westen van McGregor ligt de Klipbergdam in de Koningsrivier en ten zuiden ervan is de McGregordam.
- Zuidwest van Robertson ligt het Le Chasseur-irrigatiegebied.

## Vissen
Het Breederivier-rooivlerkie (Pseudobarbus burchelli) komt hoofdzakelijk alleen hier voor. Andere vissen die hier aangetroffen worden zijn: de Bloustert-harder, de Leervis, de Argyrosomus japonicus, de zeelt, de zilverbladvis en zijn verwant Monodactylus falciformis.

## Galerij

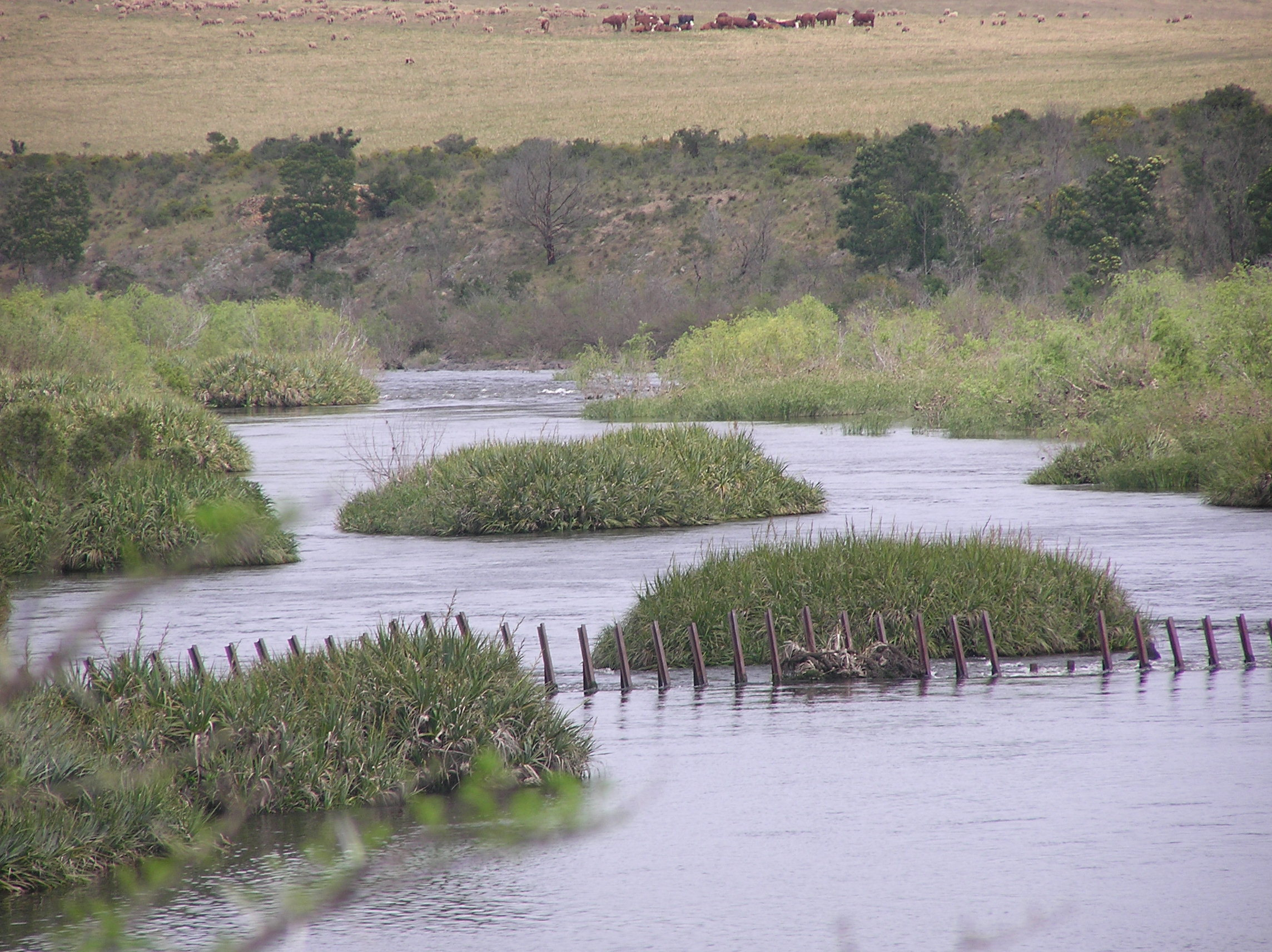
De Breederivier vanaf Nationaal park Bontebok.
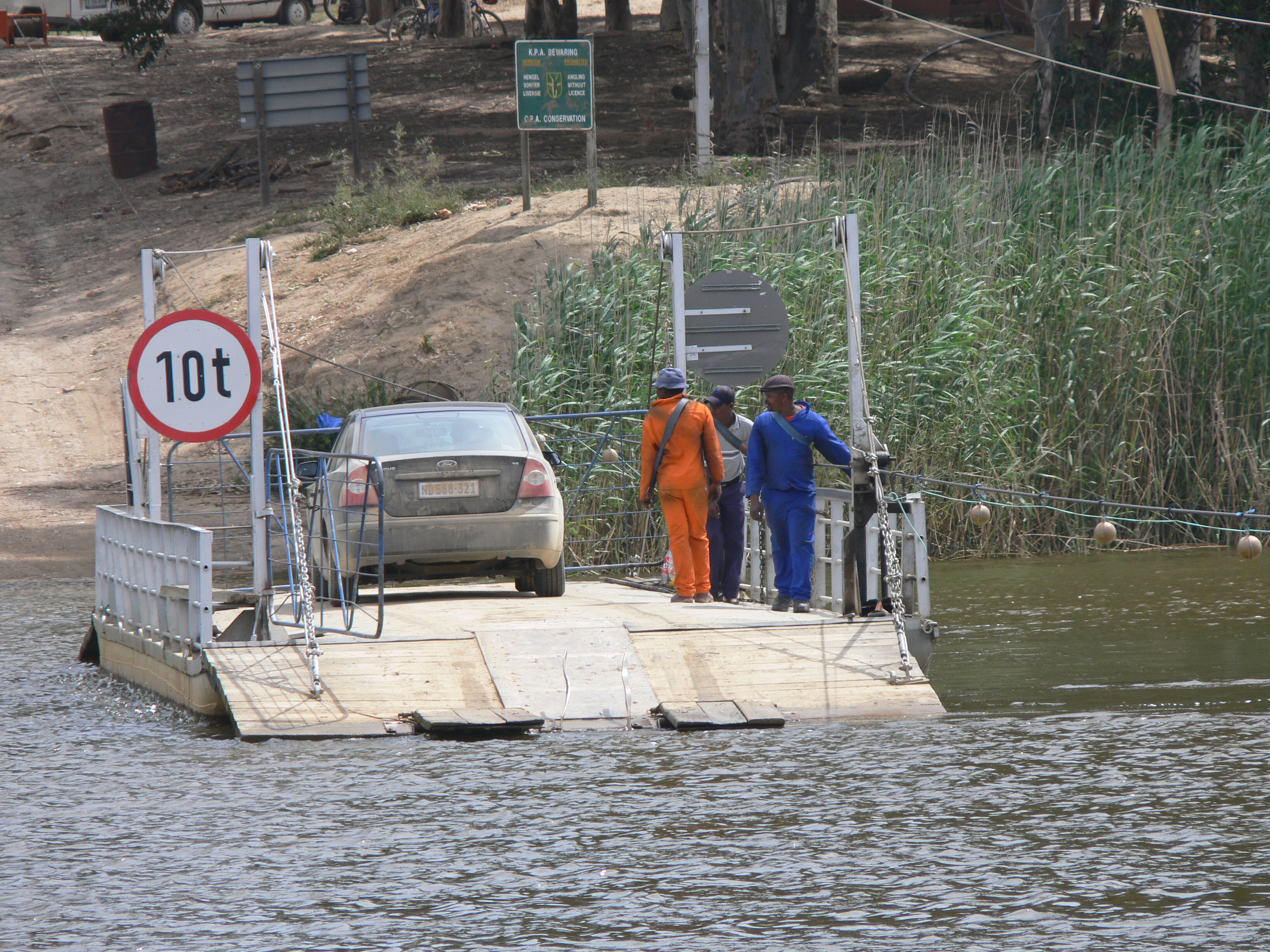
Een Handaangedreven kabelpont bij Malagas.
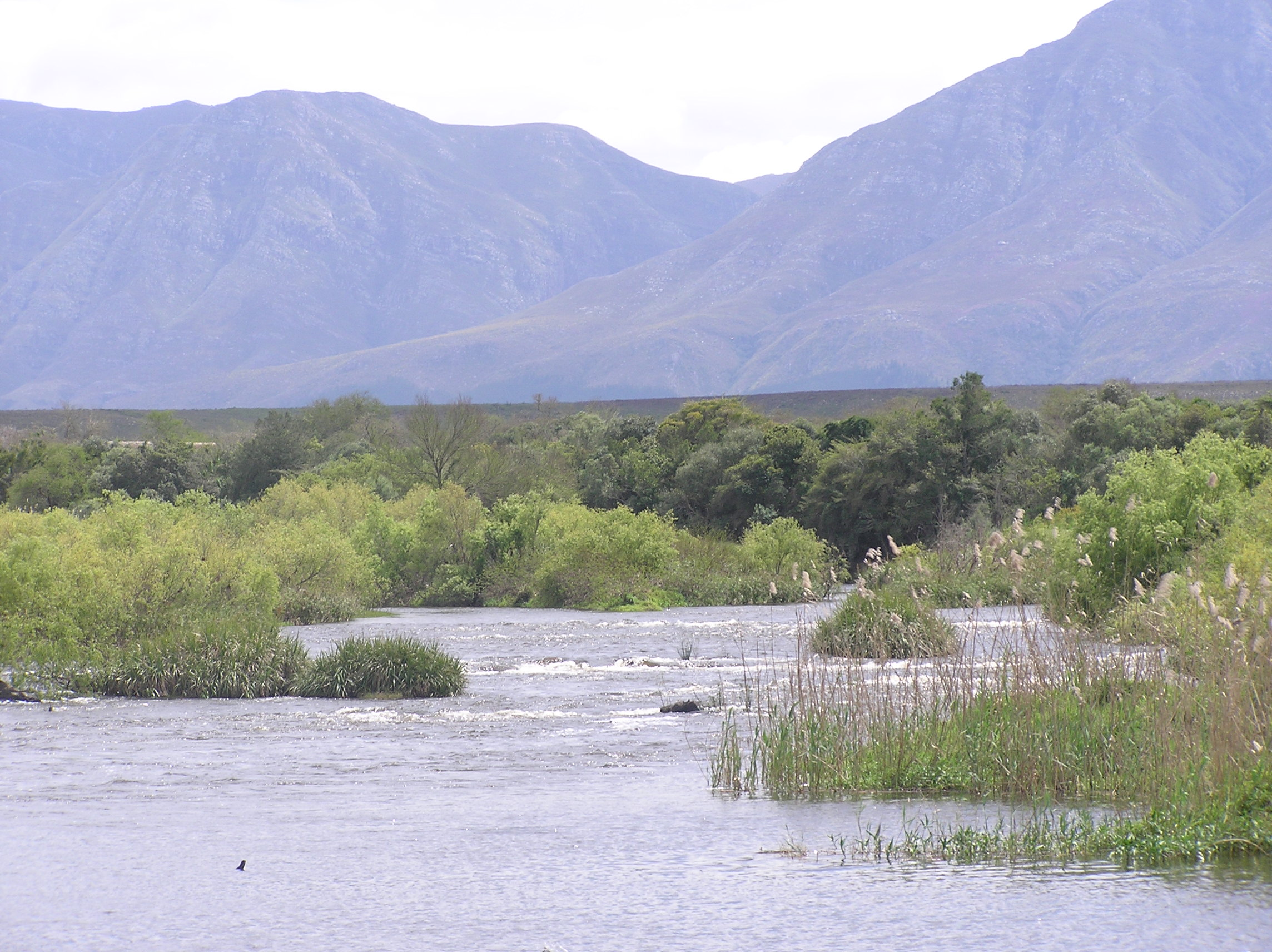
De Breederivier met de Langebergen op de achtergrond.
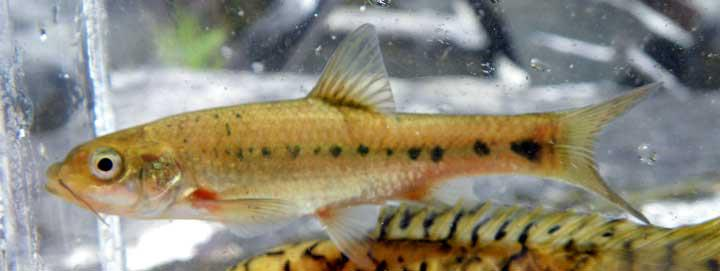
Een Breederiver-rooivlerkie uit een bovenloop van de Breederivier.